# Elsbeth Köster
Ida Marie Elsbeth Köster (* 12. Dezember 1894 in Hamburg; † 14. Mai 1974 in Korbach) war eine in Hamburg tätige Fotografin.

## Ausbildung
Elsbeth Köster absolvierte 1928 ihre Gesellenprüfung als Fotografin an der Hamburger Gewerbekammer, nach eigener Angabe in ihrer Studierendenakte ohne vorherige Lehrzeit. Vom Sommersemester 1930 bis zum Sommersemester 1933 besuchte sie die Staatliche Schulen für freie und angewandte Kunst (1933–1945 Hansische Hochschule für bildende Künste, heute Hochschule für bildende Künste Hamburg) als Schülerin der Fachklasse Fotografie von Johannes Grubenbecher. Aufgrund ihrer besondereren Leistungen wurde sie vor 1935 in die Reichskammer der bildenden Künste aufgenommen.

## Werk
Der Nachlass von Elsbeth Köster befindet sich im Besitz des Museum für Kunst und Gewerbe Hamburg. Einen Schwerpunkt bildet eine Reihe von 60 Kinderfotos, überwiegend in kleinem Format. Köster fotografierte die meisten dieser Bilder im Freien und zeigt die Kinder beim Spielen und Basteln. Nur eine Aufnahme zeigt ein klassisches Porträt. Auffallend ist, dass Köster die Kinder in längeren Sequenzen beobachtet, die Bilder als Serien zusammenstellt und präsentiert. Sie zeigen einzelne Kinder beim Blumenpflücken, beim Spiel mit Bauklötzen oder während der Apfelernte im Alten Land. In der Serialität wirken sie modern und erinnern an eine Filmsequenz. Die Ausnahmen sind teilweise vom Berliner Mauritius-Verlag gestempelt, was auf ihren kommerziellen Zweck hinweist und sie als Auftragsarbeiten kennzeichnet. Bei den übrigen Motiven handelt es sich vermutlich um Gelegenheitsaufnahmen, die Kinder von Freunden und Bekannten zeigen könnten. In der Sammlung des Museum für Kunst und Gewerbe Hamburg, MK&G befinden sich seit 2017 rund 360 Fotografien von Elsbeth Köster.

## Ausstellungen
Ausstellung Wiki Women – Wissen gemeinsam ergänzen, Museum für Kunst und Gewerbe Hamburg, 12.10.2023–28.04.2024.